# Campionati europei di short track 2010
I Campionati europei di short track 2010 sono stati la 15ª edizione della competizione organizzata dall'International Skating Union. Si sono svolti dal 14 al 16 gennaio 2010 a Dresda, il Germania.

## Partecipanti per nazione
La lista dei partecipanti era composta da 126 atleti, di cui 57 donne e 69 uomini, provenienti da 24 nazioni differenti.
| Nazione (Donne/Uomini)                                                              | Nazione (Donne/Uomini)                                                      | Nazione (Donne/Uomini)                                                   | Nazione (Donne/Uomini)                                                    | Nazione (Donne/Uomini)                                       | Nazione (Donne/Uomini) |
| ----------------------------------------------------------------------------------- | --------------------------------------------------------------------------- | ------------------------------------------------------------------------ | ------------------------------------------------------------------------- | ------------------------------------------------------------ | ---------------------- |
| Belgio (1/2) Bosnia ed Erzegovina (0/1) Bulgaria (5/5) Germania (5/5) Francia (2/5) | Gran Bretagna (4/5) Israele (0/2) Italia (5/5) Croazia (0/1) Lettonia (0/3) | Paesi Bassi (5/5) Austria (3/2) Polonia (5/5) Romania (1/0) Russia (5/5) | Svezia (1/0) Serbia (1/0) Slovacchia (1/2) Slovenia (1/0) Rep. Ceca (1/1) | Turchia (2/4) Ucraina (2/4) Ungheria (5/2) Bielorussia (2/5) |                        |

## Podi

### Donne
| Evento              | Oro                                                             | Tempo | Argento                                                                    | Tempo | Bronzo                                                                    | Tempo |
| 500 m               | Arianna Fontana                                                 |       | Kateřina Novotná                                                           |       | Erika Huszár                                                              |       |
| 1000 m              | Kateřina Novotná                                                |       | Bernadett Heidum                                                           |       | Véronique Pierron                                                         |       |
| 1500 m              | Arianna Fontana                                                 |       | Elise Christie                                                             |       | Evgenija Radanova                                                         |       |
| 3000 m              | Kateřina Novotná                                                |       | Elise Christie                                                             |       | Arianna Fontana                                                           |       |
| Classifica generale | Kateřina Novotná                                                |       | Arianna Fontana                                                            |       | Elise Christie                                                            |       |
| Staffetta 3000 m    | Germania Aika Klein Christin Priebst Julia Riedel Bianca Walter |       | Russia Olga Beljakova Jekaterina Belova Nina Jevtejeva Valerija Potjomkina |       | Paesi Bassi Annita van Doorn Liesbeth Mau Asam Jorien ter Mors Maaike Vos |       |

### Uomini
| Evento              | Oro                                                               | Tempo | Argento                                                           | Tempo | Bronzo                                                            | Tempo |
| 500 m               | Maxime Chataigner                                                 |       | Jon Eley                                                          |       | Nicola Rodigari                                                   |       |
| 1000 m              | Nicola Rodigari                                                   |       | Thibaut Fauconnet                                                 |       | Niels Kerstholt                                                   |       |
| 1500 m              | Nicola Rodigari                                                   |       | Thibaut Fauconnet                                                 |       | Niels Kerstholt                                                   |       |
| 3000 m              | Thibaut Fauconnet                                                 |       | Nicola Rodigari                                                   |       | Yuri Confortola                                                   |       |
| Classifica generale | Nicola Rodigari                                                   |       | Thibaut Fauconnet                                                 |       | Maxime Chataigner                                                 |       |
| Staffetta 5000 m    | Italia Nicolas Bean Yuri Confortola Nicola Rodigari Roberto Serra |       | Germania Paul Herrmann Tyson Heung Sebastian Praus Robert Seifert |       | Gran Bretagna Anthony Douglas Jon Eley Tom Iveson Jack Whelbourne |       |

## Medagliere
| Pos.   | Paese         | Oro | Argento | Bronzo | Totale |
| ------ | ------------- | --- | ------- | ------ | ------ |
| 1      | Italia        | 6   | 2       | 3      | 11     |
| 2      | Rep. Ceca     | 3   | 1       | 0      | 4      |
| 3      | Francia       | 2   | 3       | 2      | 7      |
| 4      | Germania      | 1   | 1       | 0      | 2      |
| 5      | Gran Bretagna | 0   | 3       | 2      | 5      |
| 6      | Ungheria      | 0   | 1       | 1      | 2      |
| 7      | Romania       | 0   | 1       | 0      | 1      |
| 8      | Paesi Bassi   | 0   | 0       | 3      | 3      |
| 9      | Bulgaria      | 0   | 0       | 1      | 1      |
| Totale | Totale        | 12  | 12      | 12     | 36     |